# 冨永悌二
冨永 悌二（とみなが  ていじ、1957年7月3日 - ）は、日本の医師、医学者で、医学博士。
2024年4月から東北大学の第23代総長を務める。専門は脳神経外科。

## 来歴
福島県西白河郡矢吹町出身。福島県立安積高等学校を経て、1982年に東北大学医学部を卒業し、鈴木次郎が主催する脳神経外科教室に入局した。1987年からフィラデルフィア大学都市科学センター生体膜研究所にて脳虚血の研究をおこない、1993年には半年間バロー神経学研究所で臨床経験を積む。この間、1989年に論文「局所脳虚血ラットにおける脳浮腫,運動障害および記憶障害の相関」で東北大学より医学博士号を取得した。
2003年より、東北大学医学系研究科神経外科学分野教授に就任。その後東北大学病院副院長（2015年）、同院長（2019年）、東北大学副学長（病院経営担当、2019年）などを歴任した。
2023年の東北大学における総長選考において、5人の候補者の中から第23代東北大学総長に選出される。東北大学が国際卓越研究大学の候補校に採択されて最初の総長選で選出された東北大学総長である。

## 人物
直接人の脳を触って手術するという領域は脳神経外科だけであり、求められる技術も高度であることが、脳神経外科の道に進んだきっかけであるとしている。
指定難病で脳血管障害の一つであるもやもや病は東北大学における冨永の指導教員であった鈴木二郎による命名であり、冨永自身も後にもやもや病の研究や書籍の執筆をおこなっている。

## 著書
- Neurovascular Imaging . Springer. (2010-05)
- Moyamoya Disease Update . Springer. (2009-03)

## 受賞・顕彰
- 「情報通信月間」総務大臣表彰（2013年度）
- 文部科学大臣表彰 科学技術賞 研究部門（2014年度）
- 一般社団法人日本脳神経外科学会 齋藤眞賞 学術賞（2019年8月）